# Tesis sobre una domesticación
Tesis sobre una domesticación es la segunda novela de la escritora y actriz argentina Camila Sosa Villada. Fue publicada en Argentina en 2019, bajo la editorial Página/12 y reeditada en 2023 con Tusquets Editores.
La novela inicialmente integró la colección Biblioteca Soy de Página/12. Según este medio, la historia "desnuda la fragilidad de los vínculos y los acuerdos “invisibles”, no exentos de violencia, que se tejen en torno al matrimonio y las parejas".
La reedición, con algunos cambios en el texto y un prólogo de Valeria Vegas, permitió ampliar la tirada original de 5000 ejemplares y llevar esa nueva versión al cine, con una película que estrenará en 2024.
Tan solo días después de la reedición, el libro se ubicó en el segundo lugar de los más vendidos en el país y tuvo su presentación oficial en el Teatro Comedia.

## Sinopsis
Una pareja conformada por una actriz travesti, de la que nunca se revela el nombre, y un abogado gay exitoso, decide adoptar un niño de seis años, VIH positivo. La historia transcurre entre el departamento lujoso de Córdoba donde viven y la casa de los padres de ella en el campo, develando poco a poco historias del pasado y abordando cuestiones del matrimonio actual.

## Recepción
En La Nación, Carolina Esses escribió: "La protagonista es una actriz famosa, travesti, casada con un “abogado exitoso”, gay, con el que adopta un chico de seis años, VIH positivo. La voz narrativa es impersonal, responde a aquella distancia brechtiana que señala y rompe el hechizo de la ficción, buscando sacar a la audiencia de su letargo burgués.".
Candelas Bayón Cenitagoya de Revista Contrapunto, indicó: "La novela de Sosa Villada atrapa al lector, con una prosa fluida y concisa que presenta más ideas y posibilidades de las que pueden aprehenderse a simple vista. Los personajes que construye son complejos, así como sus tramas, que los mueven del amor al desprecio, de la ternura a la violencia, de la culpa a la autodeterminación. Cabe subrayar la capacidad de la autora para no dar el trabajo hecho al lector, que deberá adentrarse en el universo de la novela y tratar de comprender a sus protagonistas, ricos en sus contradicciones, en su multiplicidad.".

## Adaptación cinematográfica
La película homónima fue una producción argentino-mexicana, con Camila Sosa Villada y Poncho Herrera como protagonistas y Javier Van de Couter en la dirección. Fue proyectada por primera vez en el Festival Internacional de Cine de Chicago de 2024 y en el Buenos Aires Festival Internacional de Cine Independiente de 2025.